# 연어의 꿈
《연어의 꿈》는 2006년 4월 26일과 2006년 4월 27일에 KBS 2TV에서 방영된 특선 드라마로, 젊은 시절 안타까운 사건으로 헤어졌던 여인이 중년이 된 남자 앞에 젊은 시절 모습 그대로 나타나게 되면서 일어나는 이야기를 그렸다.

## 줄거리
태준은 첫사랑 연지가 성폭행 당한 이후 사회적인 시선에 굴복하여 그녀를 끝까지 지켜주지 못하고 떠난다. 이제는 중년이 된 태준이 대학 때 모습 그대로인 연지를 환영 속에서 다시 만나게 되고, 그녀는 일상 생활에 찌들어버린 태준의 삶을 비판하기 시작한다. 외도를 감행하고 속물근성에 물들어버린 태준은 예전에 버렸던 연지에 대한 기억을 다시 되살리면서 조금씩 자신의 정체성을 찾아갔다.

## 등장 인물
- 안내상 : 구태준 역
- 오산하 : 조연지 역 - 태준의 대학시절 애인
- 최수린 : 이소연 역 - 태준의 아내
- 문수 : 정민수 역 - 소연의 대학 후배, 소연을 짝사랑
- 박민지 : 구아라 역 - 태준과 소연의 딸, 고등학교 1학년
- 김선영 : 김지혜 역 - 태준과 불륜 관계
- 박훈정 : 최경석 역 - 아라의 남자친구, 고등학교 1학년
- 주민우 : 성철 역 - 아라에게 성폭행 시도, 미술학원 강사
- 현철호